# District de Merke
Le  district de Merke (kazakh : Меркі ауданы; russe : Жамбылский район) est un district de l'oblys de Djamboul au sud-est du Kazakhstan. 

## Géographie
Son centre administratif est la localité de Merke. 

## Démographie
Sa population est de 81 712 habitants en 2013.